# Lega giordana professionistica 1997
Il campionato era formato da dieci squadre e l'Al-Wihdat vinse il titolo.

## Classifica finale
| Pos. | Squadra           | G  | V  | N | P  | GF | GS | Punti |
| ---- | ----------------- | -- | -- | - | -- | -- | -- | ----- |
| 1    | Al-Wehdat         | 18 | 15 | 2 | 1  | 36 | 5  | 47    |
| 2    | Al-Faisaly        | 18 | 15 | 1 | 2  | 59 | 15 | 46    |
| 3    | Al-Hussein        | 18 | 8  | 4 | 6  | 30 | 26 | 30    |
| 4    | Al-Ramtha         | 18 | 7  | 6 | 5  | 26 | 20 | 27    |
| 5    | Al-Ahli           | 18 | 6  | 5 | 7  | 32 | 34 | 23    |
| 6    | Al-Jazira         | 18 | 7  | 2 | 9  | 24 | 34 | 23    |
| 7    | Al-Qadisiya       | 18 | 6  | 4 | 8  | 21 | 25 | 22    |
| 8    | Shabab Al-Hussein | 18 | 5  | 4 | 9  | 22 | 29 | 19    |
| 9    | Al-Baqa'a         | 18 | 3  | 2 | 13 | 17 | 40 | 11    |
| 10   | Al-Karmel         | 18 | 2  | 2 | 14 | 15 | 54 | 8     |